# Остапеня, Александр Павлович
Александр Павлович Остапеня (29 января 1939, Минск — 25 февраля 2012, Минск) — белорусский гидробиолог, член-корреспондент Национальной академии наук Беларуси (1996), доктор биологических наук (1989), профессор (2005).

## Биография
Родился 29 января 1939 в Минске. Отец — Павел Васильевич Остапеня, гигенист, доктор медицинских наук, мать — Каган Цецилия Авраамовна.
Окончил Белорусский государственный университет (1961). В период учёбы в аспирантуре был командирован в распоряжение Института биологии южных морей АН УССР для работы в советско-кубинской научной экспедиции, где выполнил ряд исследований по калорийности планктона в водах Кубы и принял участие в организации Института океанологии Республики Куба. В 1965—1971 гг. старший научный сотрудник проблемной научно-исследовательской лаборатории экспериментальной биологии БГУ. Благодаря его усилиям дальнейшее развитие получило научное направление — продукционная гидробиология, заложенное его учителем, выдающимся ученым Г. Г. Винбергом.
В 1968 году защитил кандидатскую диссертацию на тему «Калорийность водных беспозвоночных и энергетическая оценка взвешенного органического вещества в водоемах». В 1971—1991 годах заведующий сектором гидробиологии Проблемной научно-исследовательской лаборатории экспериментальной биологии Белорусского государственного университета.
В 1989 году защитил докторскую диссертацию на тему «Сестон и детрит как структурные и функциональные компоненты водных экосистем», в которой впервые обосновал и доказал, что сестон, представленный частицами взвешенного вещества, гетерогенного по составу, происхождению, возрасту и размерам, является единым структурно-функциональным блоком водных экосистем и играет ключевую роль в важнейших механизмах биотического круговорота. В 1991—2001 годах и с 2005 года заведующий научно-исследовательской лабораторией гидроэкологии биологического факультета Белорусского государственного университета.
В 2001—2005 годах директор Межведомственного центра национальных парков и заповедников Белорусского государственного университета. Под руководством А. П. Остапени создана концепция оптимизации Национальной системы мониторинга окружающей среды Республики Беларусь (2003 год). Он являлся членом Совета по защите диссертаций в НАН Беларуси, членом Совета Фонда фундаментальных исследований Республики Беларусь, Белорусского национального комитета по программе ЮНЕСКО «Человек и биосфера».
Основные труды — в области гидробиологии. Обосновал положение о том, что сестон является структурным единым и функциональным блоком водных экосистем, играет ключевую роль в важнейших механизмах биотического круговорота, определяющих продуктивность водоемов и формирование качества вод.
Исследовал роль детрита в функционировании водных экосистем. С его участием разработана и реализована система экологического мониторинга озер Нарочанской группы. Дал количественную оценку процессов биотического круговорота, обусловливающих дезактивацию вод и восстановление природных особенностей загрязненных радионуклидами водоемов.
Автор более 260 научных работ, в том числе 3 монографий. За большие заслуги в научной и педагогической деятельности А. П. Остапеня награждён медалью Франциска Скорины (2001 год), Почётной грамотой Национального собрания Республики Беларусь (1999 год), удостоен звания «Заслуженный работник БГУ» (2011).

## Основные труды
- Биологические процессы и самоочищение на загрязненном участке реки. Мн., 1972 (в соавт.).
- Детрит и его роль в водных экосистемах // Общие основы изучения водных экосистем. Л., 1979.
- Экологическая система Нарочанских озер. Мн., 1985 (в соавт.).
- A mass-balance model for phosphorus in lakes accounting for biouptake and retention in biota (в соавт.) // Freshwater Biology. 2003. Vol. 48.
- Научное наследие А.П. Остапени / ред. кол.: Т.А. Макаревич (отв. ред.) и др. - Минск: БГУ, 2014. - 287с. Архивная копия от 20 января 2022 на Wayback Machine
- Methods for the Estimation of Production of Aquatic Animals, Academic Press London and New York, 1971 (в соавторстве);
- Биопродуктивность озер Белоруссии, 1971. Минск: Изд-во БГУ (в соавторстве);
- Пико- и нанофитопланктон пресноводных экосистем, 1998, Минск: Белгосуниверситет (в соавторстве);

## Личная жизнь
- Мать Александра Павловича — Цецилия Авраамовна, прожила 103 года и до конца своих дней сохраняла ясность ума, жизненную активность и работоспособность.
- Жена Александра Павловича — Доцент БГУ Макаревич Тамара Александровна.